# Vivian Schmitt
Pour les articles homonymes, voir Schmitt.
Vivian Schmitt, née le 31 mars 1978 à Bydgoszcz en Pologne, est une actrice pornographique allemande ayant remporté de nombreuses récompenses dont un Venus Award en 2004.
Tournant dans de nombreux films, elle est révélée en 2009 dans le film Unrated par Timo Rose et Andreas Schnaas.

## Récompenses
- 2004 Venus Award - Best Female Newcomer[1]
- 2005 Eroticline Award - Best Female Performer (Germany)[2]
- 2006 Eroticline Award - Best Actress Germany[3]
- 2007 Eroticline Award - Best Live Performance[1]
- 2007 Eroticline Award - Award for Dedication to the Industry[4]
- 2009 Eroticline Award - Best German Actress (Videorama)[5]
- 2017 DVDEROTIK Award - Hall of Fame [6]